# شلومو جليكستين
شلومو جليكستين (بالعبرية: שלמה גליקשטיין‏) مواليد 6 يناير 1958 في رحوفوت، هو لاعب كرة مضرب إسرائيلي سابق وكان يلعب باليد اليمنى. أعلى تصنيف له في الفردي كان المركز الـ 22 في سنة 1982. أعلى تصنيف له في الزوجي كان المركز الـ 28 في سنة 1986.

## وصلات خارجية
- شلومو جليكستين على موقع رابطة محترفي التنس (الإنجليزية)
- شلومو جليكستين على موقع الاتحاد الدولي لكرة المضرب (الإنجليزية)
- شلومو جليكستين على موقع كأس ديفيز (الإنجليزية)
- شلومو جليكستين على موقع بطولة ويمبلدون (الإنجليزية)
- شلومو جليكستين على موقع خلاصة التنس.كوم (الإنجليزية)
- الموقع الرسمي